# Liste des monuments de Meknès
Ceci est une liste des monuments classés par le ministère de culture marocain aux alentours de Meknès.
| Identifiant monument                                         | Site   | Monument                            | Adresse       | Date de classement | Décret | Coordonnées                        | Illustration                        |                       |
| ------------------------------------------------------------ | ------ | ----------------------------------- | ------------- | ------------------ | ------ | ---------------------------------- | ----------------------------------- | --------------------- |
| pc_architecture/sanae:040001                                 | Meknès | Bassin d'Agdal                      |               |                    |        | 33° 52′ 54″ nord, 5° 33′ 37″ ouest | Bassin d'Agdal                      | Télécharger une image |
| pc_architecture/idpcm:D4D4D8                                 | Meknès | Académie royale militaire de Meknès |               |                    |        | 33° 52′ 45″ nord, 5° 33′ 25″ ouest | Académie royale militaire de Meknès | Télécharger une image |
| pc_architecture/sanae:320120                                 | Meknès | Dar el Kbira                        |               |                    |        | 34° 04′ 05″ nord, 4° 58′ 00″ ouest | Image manquante Téléverser          | Télécharger une image |
| pc_architecture/idpcm:83DF9                                  | Meknès | Heri Es Souani                      |               |                    |        | 33° 52′ 50″ nord, 5° 33′ 27″ ouest | Heri Es Souani                      | Télécharger une image |
| pc_architecture/sanae:320121                                 | Meknès | palais royal                        |               |                    |        | 33° 53′ 14″ nord, 5° 33′ 16″ ouest | palais royal                        | Télécharger une image |
| pc_architecture/sanae:320004 et pc_architecture/idpcm:29351E | Meknès | Koubat Al Khayatine                 |               |                    |        | 33° 53′ 27″ nord, 5° 33′ 54″ ouest | Koubat Al Khayatine                 | Télécharger une image |
| pc_architecture/idpcm:84B                                    | Meknès | Prison Kara                         |               |                    |        | 33° 53′ 28″ nord, 5° 33′ 53″ ouest | Prison Kara                         | Télécharger une image |
| pc_architecture/idpcm:B05E0                                  | Meknès | place Lahdim                        |               |                    |        | 33° 53′ 35″ nord, 5° 33′ 55″ ouest | place Lahdim                        | Télécharger une image |
| pc_architecture/sanae:390003                                 | Meknès | porte du Renégat                    |               |                    |        | 33° 53′ 33″ nord, 5° 33′ 53″ ouest | porte du Renégat                    | Télécharger une image |
| pc_architecture/sanae:270009                                 | Meknès | Bou Inania Médersa (Meknes)         |               |                    |        | 33° 53′ 43″ nord, 5° 33′ 55″ ouest | Bou Inania Médersa (Meknes)         | Télécharger une image |
| pc_architecture/sanae:320137                                 | Meknès | palais Dar Jamai                    |               |                    |        | 33° 53′ 38″ nord, 5° 34′ 00″ ouest | palais Dar Jamai                    | Télécharger une image |
| pc_architecture/sanae:280005                                 | Meknès | Médina de Meknès                    |               |                    |        | 33° 53′ 41″ nord, 5° 33′ 52″ ouest | Médina de Meknès                    | Télécharger une image |
| pc_architecture/sanae:310002                                 | Meknès | Msid Touta (d)                      |               |                    |        | 33° 53′ 44″ nord, 5° 34′ 01″ ouest | Image manquante Téléverser          | Télécharger une image |
| pc_architecture/idpcm:C9F6AF                                 | Meknès | Bab Akbet Ziadine (d)               |               |                    |        | 33° 53′ 46″ nord, 5° 33′ 41″ ouest | Image manquante Téléverser          | Télécharger une image |
| pc_architecture/idpcm:8BB735                                 | Meknès | Mausolée Sidi Ali Mennoun (d)       | Rue Rouamzine |                    |        | à géolocaliser                     | Image manquante Téléverser          | Télécharger une image |
| pc_architecture/idpcm:3D599E                                 | Meknès | Zaouia Dghoghia (d)                 |               |                    |        | à géolocaliser                     | Image manquante Téléverser          | Télécharger une image |
| pc_architecture/idpcm:AB4341                                 | Meknès | Zaouia de Sidi Abdelkrim Radi (d)   |               |                    |        | à géolocaliser                     | Image manquante Téléverser          | Télécharger une image |
| pc_architecture/idpcm:B1FCFF                                 | Meknès | Darwah Hotel (d)                    |               |                    |        | à géolocaliser                     | Image manquante Téléverser          | Télécharger une image |
| pc_architecture/sanae:380030                                 | Meknès | pont Al-Fourssan (d)                |               |                    |        | 33° 52′ 37″ nord, 5° 33′ 45″ ouest | Image manquante Téléverser          | Télécharger une image |
| pc_architecture/idpcm:D56DC1                                 | Meknès | Zaouia de Hmadcha (d)               |               |                    |        | à géolocaliser                     | Image manquante Téléverser          | Télécharger une image |
| pc_architecture/sanae:020003                                 | Meknès | Agdal de Meknès (d)                 |               |                    |        | 33° 52′ 45″ nord, 5° 32′ 42″ ouest | Image manquante Téléverser          | Télécharger une image |
| pc_architecture/idpcm:81D65                                  | Meknès | La porte d'Agdal (d)                |               |                    |        | à géolocaliser                     | Image manquante Téléverser          | Télécharger une image |
| pc_architecture/sanae:030014                                 | Meknès | Aqueduc Bab Berdaïne (d)            |               |                    |        | à géolocaliser                     | Image manquante Téléverser          | Télécharger une image |
| pc_architecture/sanae:390004 et pc_architecture/idpcm:B18BD  | Meknès | Bab Nouara (d)                      |               |                    |        | 33° 53′ 06″ nord, 5° 33′ 10″ ouest | Image manquante Téléverser          | Télécharger une image |
| pc_architecture/idpcm:9B288F                                 | Meknès | Bab Al Anouar (d)                   |               |                    |        | 33° 53′ 24″ nord, 5° 34′ 11″ ouest | Image manquante Téléverser          | Télécharger une image |
| pc_architecture/idpcm:C437D9                                 | Meknès | La porte de Al Aoudat (d)           |               |                    |        | à géolocaliser                     | Image manquante Téléverser          | Télécharger une image |
| pc_architecture/sanae:390007                                 | Meknès | Bab Al Qazdir (d)                   |               |                    |        | 33° 52′ 00″ nord, 5° 32′ 37″ ouest | Bab Al Qazdir (d)                   | Télécharger une image |
| pc_architecture/sanae:390111                                 | Meknès | Bab Berrima (d)                     |               |                    |        | 33° 53′ 38″ nord, 5° 34′ 07″ ouest | Bab Berrima (d)                     | Télécharger une image |
| pc_architecture/idpcm:A43300                                 | Meknès | Bab Dar Lakbira (d)                 |               |                    |        | 33° 53′ 27″ nord, 5° 33′ 42″ ouest | Bab Dar Lakbira (d)                 | Télécharger une image |
| pc_architecture/sanae:390112                                 | Meknès | Bab Filala (d)                      |               |                    |        | 33° 53′ 31″ nord, 5° 33′ 50″ ouest | Image manquante Téléverser          | Télécharger une image |
| pc_architecture/idpcm:86E62                                  | Meknès | Bab Kbeich (d)                      |               |                    |        | 33° 51′ 41″ nord, 5° 33′ 04″ ouest | Image manquante Téléverser          | Télécharger une image |
| pc_architecture/idpcm:7386A0                                 | Meknès | Bab Lalla Khadra (d)                |               |                    |        | 33° 52′ 54″ nord, 5° 32′ 38″ ouest | Image manquante Téléverser          | Télécharger une image |
| pc_architecture/sanae:390004 et pc_architecture/idpcm:B18BD  | Meknès | Bab Nouara (d)                      |               |                    |        | 33° 53′ 06″ nord, 5° 33′ 10″ ouest | Image manquante Téléverser          | Télécharger une image |
| pc_architecture/idpcm:23E6FE                                 | Meknès | Belqari tower (d)                   |               |                    |        | 33° 53′ 15″ nord, 5° 34′ 03″ ouest | Image manquante Téléverser          | Télécharger une image |
| pc_architecture/idpcm:1A6CA                                  | Meknès | Dar Al Bacha Hammou (d)             |               |                    |        | à géolocaliser                     | Image manquante Téléverser          | Télécharger une image |
| pc_architecture/sanae:270024                                 | Meknès | Médersa El Adoul (d)                |               |                    |        | à géolocaliser                     | Image manquante Téléverser          | Télécharger une image |
| pc_architecture/sanae:270010                                 | Meknès | Médersa Filalia (d)                 |               |                    |        | 33° 53′ 41″ nord, 5° 33′ 52″ ouest | Médersa Filalia (d)                 | Télécharger une image |
| pc_architecture/sanae:390117                                 | Meknès | Bab Moulay Ismail (en)              |               |                    |        | 33° 53′ 26″ nord, 5° 33′ 49″ ouest | Bab Moulay Ismail (en)              | Télécharger une image |
| pc_architecture/sanae:390019                                 | Meknès | Bab Jdid (Meknes) (d)               |               |                    |        | 33° 53′ 51″ nord, 5° 34′ 16″ ouest | Bab Jdid (Meknes) (d)               | Télécharger une image |
| pc_architecture/sanae:180001                                 | Meknès | Djenan Ben Halima (d)               |               |                    |        | 33° 52′ 55″ nord, 5° 33′ 20″ ouest | Image manquante Téléverser          | Télécharger une image |
| pc_architecture/idpcm:9D9F21                                 | Meknès | hôpital de Moulay Ismaïl (d)        |               |                    |        | 33° 53′ 34″ nord, 5° 32′ 44″ ouest | Image manquante Téléverser          | Télécharger une image |
| pc_architecture/idpcm:3E6C7                                  | Meknès | Jnan Ben Hlima (d)                  |               |                    |        | 33° 52′ 54″ nord, 5° 33′ 20″ ouest | Image manquante Téléverser          | Télécharger une image |
| pc_architecture/idpcm:AFC6A1                                 | Meknès | Bab Beni Mhamed (d)                 |               |                    |        | 33° 53′ 08″ nord, 5° 33′ 55″ ouest | Image manquante Téléverser          | Télécharger une image |
| pc_architecture/sanae:390005                                 | Meknès | Bab Bou Ameïr (d)                   |               |                    |        | 33° 53′ 39″ nord, 5° 33′ 28″ ouest | Bab Bou Ameïr (d)                   | Télécharger une image |
| pc_architecture/sanae:170001                                 | Meknès | hôpital de l'hôtel Louis (d)        |               |                    |        | 33° 53′ 19″ nord, 5° 31′ 24″ ouest | Image manquante Téléverser          | Télécharger une image |
| pc_architecture/idpcm:B36DAA                                 | Meknès | Bab Berdieyinne Mosquée             |               |                    |        | 33° 53′ 59″ nord, 5° 34′ 03″ ouest | Bab Berdieyinne Mosquée             | Télécharger une image |
| pc_architecture/idpcm:69C9CB                                 | Meknès | Bab Berdieyinne                     |               |                    |        | 33° 54′ 04″ nord, 5° 34′ 06″ ouest | Bab Berdieyinne                     | Télécharger une image |
| pc_architecture/idpcm:2F475C                                 | Meknès | Borj El Ma (d)                      |               |                    |        | 33° 53′ 17″ nord, 5° 33′ 14″ ouest | Image manquante Téléverser          | Télécharger une image |
| pc_architecture/idpcm:12B05                                  | Meknès | Borj Bibi Aïcha (d)                 |               |                    |        | 33° 52′ 10″ nord, 5° 32′ 23″ ouest | Image manquante Téléverser          | Télécharger une image |
| pc_architecture/idpcm:91CD80                                 | Meknès | Bab Zine Al Abidine (d)             |               |                    |        | 33° 53′ 37″ nord, 5° 33′ 59″ ouest | Image manquante Téléverser          | Télécharger une image |
| pc_architecture/idpcm:B1F41                                  | Meknès | Bab Siba (d)                        |               |                    |        | 33° 53′ 38″ nord, 5° 34′ 09″ ouest | Bab Siba (d)                        | Télécharger une image |
| pc_architecture/idpcm:AF2E8                                  | Meknès | Bab Qasbat Hadrach (d)              |               |                    |        | 33° 52′ 51″ nord, 5° 32′ 35″ ouest | Image manquante Téléverser          | Télécharger une image |
| pc_architecture/idpcm:CAA24                                  | Meknès | Bab Bettioui (d)                    |               |                    |        | 33° 52′ 14″ nord, 5° 33′ 49″ ouest | Image manquante Téléverser          | Télécharger une image |
| pc_architecture/sanae:390008                                 | Meknès | Bab Al Mers (d)                     |               |                    |        | 33° 53′ 26″ nord, 5° 33′ 20″ ouest | Bab Al Mers (d)                     | Télécharger une image |
| pc_architecture/sanae:340004 et pc_architecture/sanae:340003 | Meknès | Pavillon El Khaïma (d)              |               |                    |        | 33° 52′ 23″ nord, 5° 32′ 29″ ouest | Image manquante Téléverser          | Télécharger une image |
| pc_architecture/sanae:340004 et pc_architecture/sanae:340003 | Meknès | Pavillon El Khaïma (d)              |               |                    |        | 33° 52′ 23″ nord, 5° 32′ 29″ ouest | Image manquante Téléverser          | Télécharger une image |
| pc_architecture/sanae:320004 et pc_architecture/idpcm:29351E | Meknès | Koubat Al Khayatine                 |               |                    |        | 33° 53′ 27″ nord, 5° 33′ 54″ ouest | Koubat Al Khayatine                 | Télécharger une image |
| pc_architecture/sanae:320008                                 | Meknès | Heri Al Manssour (d)                |               |                    |        | 33° 52′ 05″ nord, 5° 33′ 36″ ouest | Image manquante Téléverser          | Télécharger une image |
| pc_architecture/sanae:310006                                 | Meknès | Msid Sidi Kaddour Al Alami (d)      |               |                    |        | 33° 53′ 40″ nord, 5° 33′ 47″ ouest | Image manquante Téléverser          | Télécharger une image |
| pc_architecture/sanae:310005                                 | Meknès | Msid Sidi Chirch (d)                |               |                    |        | 33° 53′ 40″ nord, 5° 33′ 47″ ouest | Image manquante Téléverser          | Télécharger une image |
| pc_architecture/idpcm:CCBD2                                  | Meknès | Msid Abdellah Ben Qdad (d)          |               |                    |        | 33° 53′ 40″ nord, 5° 33′ 47″ ouest | Image manquante Téléverser          | Télécharger une image |
| pc_architecture/sanae:310003                                 | Meknès | Msid Filala (Meknes) (d)            |               |                    |        | 33° 53′ 41″ nord, 5° 33′ 52″ ouest | Image manquante Téléverser          | Télécharger une image |
| pc_architecture/idpcm:4EEA80 et pc_architecture/sanae:310001 | Meknès | Msid Al Mohtassib (d)               |               |                    |        | 33° 52′ 51″ nord, 5° 34′ 22″ ouest | Image manquante Téléverser          | Télécharger une image |
| pc_architecture/sanae:110001                                 | Meknès | Foundouk El Hanna (d)               |               |                    |        | 33° 52′ 25″ nord, 5° 32′ 28″ ouest | Image manquante Téléverser          | Télécharger une image |
| pc_architecture/sanae:090001                                 | Meknès | Ecurie Rouah (d)                    |               |                    |        | 33° 52′ 23″ nord, 5° 32′ 29″ ouest | Image manquante Téléverser          | Télécharger une image |
| pc_architecture/sanae:120006                                 | Meknès | Zaouia Lalla Aïcha Al adouia (d)    |               |                    |        | 33° 52′ 53″ nord, 5° 32′ 50″ ouest | Image manquante Téléverser          | Télécharger une image |
| pc_architecture/sanae:120010                                 | Meknès | Seqqaia Touta (d)                   |               |                    |        | 33° 53′ 45″ nord, 5° 34′ 01″ ouest | Image manquante Téléverser          | Télécharger une image |
| pc_architecture/sanae:120009                                 | Meknès | Seqqaia Sidi Qaddour Al Alami (d)   |               |                    |        | 33° 53′ 47″ nord, 5° 33′ 58″ ouest | Image manquante Téléverser          | Télécharger une image |
| pc_architecture/sanae:120008                                 | Meknès | Seqqaia Sbaa Anabeb (d)             |               |                    |        | 33° 52′ 12″ nord, 5° 34′ 48″ ouest | Image manquante Téléverser          | Télécharger une image |
| pc_architecture/idpcm:1DA9                                   | Meknès | Seqqaia Jannat Lamane (d)           |               |                    |        | 33° 53′ 53″ nord, 5° 34′ 07″ ouest | Image manquante Téléverser          | Télécharger une image |
| pc_architecture/sanae:120004                                 | Meknès | Seqqaïa El-Haddadine (d)            |               |                    |        | 33° 53′ 40″ nord, 5° 34′ 00″ ouest | Image manquante Téléverser          | Télécharger une image |
| pc_architecture/sanae:120005                                 | Meknès | Seqqaïa El-Adoul (d)                |               |                    |        | 33° 53′ 39″ nord, 5° 33′ 56″ ouest | Image manquante Téléverser          | Télécharger une image |
| pc_architecture/sanae:120016                                 | Meknès | Seqqaïa Djenah el Amane (d)         |               |                    |        | 33° 53′ 53″ nord, 5° 34′ 07″ ouest | Image manquante Téléverser          | Télécharger une image |
| pc_architecture/idpcm:895426                                 | Meknès | Sahrij Souani (d)                   |               |                    |        | à géolocaliser                     | Image manquante Téléverser          | Télécharger une image |
| pc_architecture/idpcm:BC582                                  | Meknès | Qasbat Hartane (d)                  |               |                    |        | à géolocaliser                     | Image manquante Téléverser          | Télécharger une image |
| pc_architecture/idpcm:787865                                 | Meknès | Qasbat Hadrach (d)                  |               |                    |        | à géolocaliser                     | Image manquante Téléverser          | Télécharger une image |
| pc_architecture/idpcm:F09C1E                                 | Meknès | Qasbat Gueddara (d)                 |               |                    |        | à géolocaliser                     | Image manquante Téléverser          | Télécharger une image |
| pc_architecture/sanae:390009                                 | Meknès | Bab El Khemis                       |               |                    |        | 33° 53′ 29″ nord, 5° 34′ 21″ ouest | Bab El Khemis                       | Télécharger une image |
| pc_architecture/idpcm:39E4EC                                 | Meknès | Bab Ennaoura (d)                    |               |                    |        | à géolocaliser                     | Image manquante Téléverser          | Télécharger une image |